# Battaglia di Hulluch
La battaglia di Hulluch fu uno scontro che ebbe luogo tra il 27 e il 29 aprile 1916, durante la prima guerra mondiale, nei pressi dell'omonimo villaggio francese. Questo combattimento vide contrapposte alle forze tedesche la 16th (Irish) Division, del 19th Corps.
I Royal Inniskilling Fusiliers, nella notte del 27 aprile, nei pressi del villaggio di Hulluch, un chilometro e mezzo a nord di Loos-en-Gohelle, subirono perdite molto elevate in seguito ad un attacco chimico dei Tedeschi, che utilizzarono gas al cloro.
I Tedeschi iniziarono a prepararsi all'attacco durante tutta la prima metà di aprile, posizionando circa 7'400 contenitori lungo un fronte di 3 km. I Tedeschi iniziarono l'attacco rilasciando dapprima del semplice fumo, seguito, un'ora e mezza dopo, dal gas, che era conservato in 3'800 contenitori. Questo sotterfugio convinse i soldati britannici a non indossare le loro maschere antigas "Phenate-Esamina Goggle" e come risultato gli Inglesi contarono 486 intossicati durante l'attacco vero e proprio: di questi, 135 morirono.
Anche altre unità della 16th Division, compresi i Royal Irish Rifles, i Royal Munster Fusiliers e i Royal Dublin Fusiliers, furono chiamate a respingere l'attacco tedesco.
Il 29 aprile, i tedeschi attaccarono utilizzando ancora il gas, ma questa volta il vento spinse la nube venefica sopra le loro stesse truppe.
Hulluch fu il teatro di uno dei più grossi attacchi chimici dell'intera guerra.